# Villa Ottolini-Tovaglieri
La Villa Ottolini-Tovaglieri è una delle più grandiose ville di Busto Arsizio, ora proprietà di Enrico Ottolini, uno dei tre figli di Carlo Ottolini, il padrone del cotonificio omonimo. La villa costituisce un vero e proprio monumento al potere economico della borghesia industriale della città di Busto Arsizio.

## Storia
La villa sorge al limite nord del vecchio borgo, nelle vicinanze della chiesa di San Michele. È collocata a poca distanza dalle altre due residenze che ospitavano la famiglia di Enrico ed Antonio Ottolini (quest'ultima demolita in seguito). Il progetto della villa fu redatto da Camillo Crespi Balbi, l'architetto di fiducia degli Ottolini. L'edificio fu costruito nel 1903. Oggi è sede dell'assessorato alla Cultura cittadino.

## Descrizione

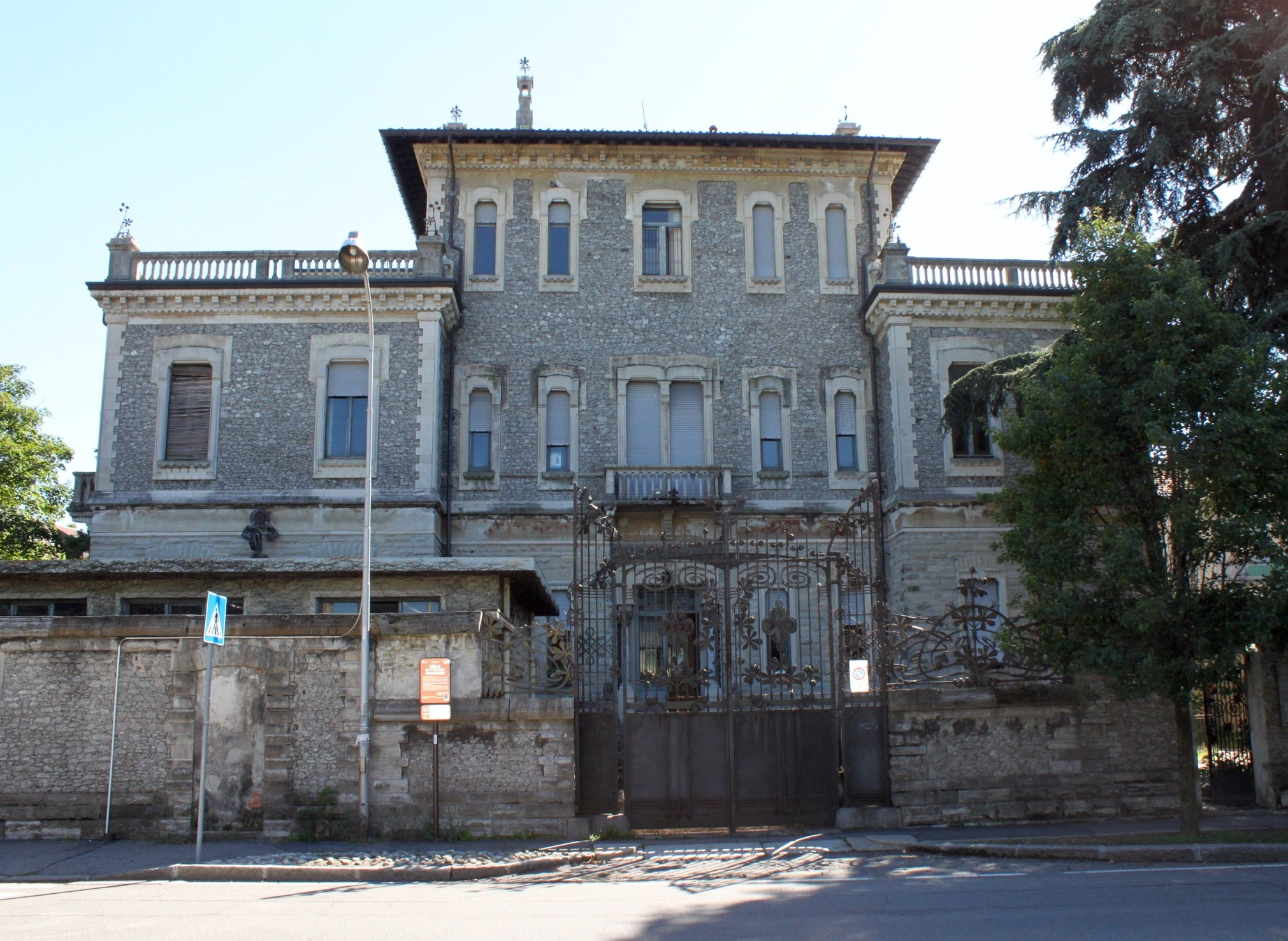
Villa Ottolini-Tovaglieri, lato Parco del Tessile

Camillo Crespi Balbi scelse per questa villa la tipologia a palazzo cittadino. L'edificio si articola su tre piani più un seminterrato destinato alle cantine. Il piano rialzato, che poggia su uno zoccolo di grossi blocchi di pietra squadrati, è rivestito da blocchi sommariamente squadrati e disposti a file di spessore che diminuisce man mano. Separati da un'alta cornice marcapiano, il secondo e il terzo piano spiccano grazie ad un rivestimento di piccoli conci di pietra a spacco. Gli angoli sono rinforzati da conci angolari in pietra bianca, che crea un caratteristico contrasto cromatico.

### Interni

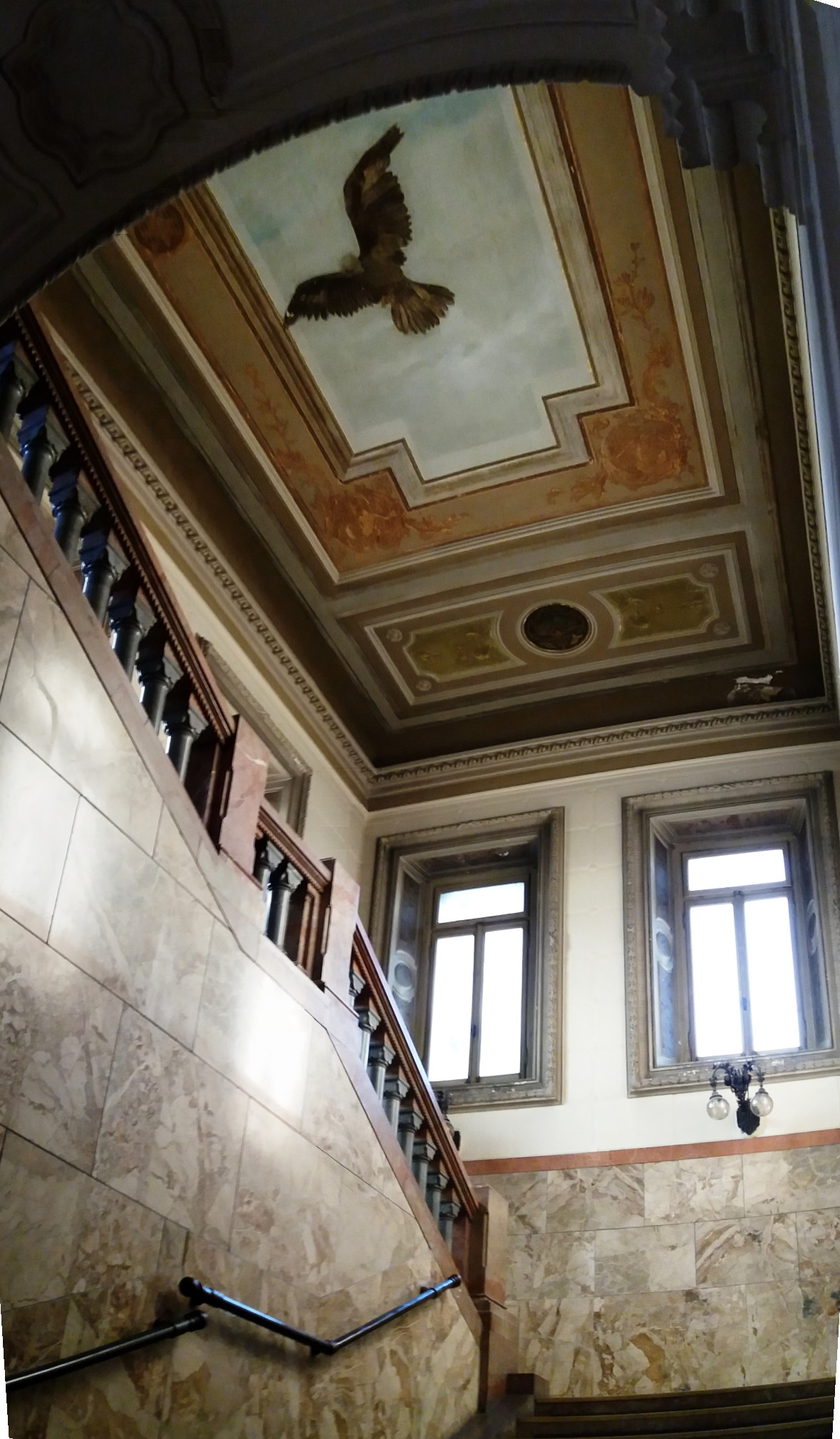
Lo scalone interno

L'interno rivela un forte gusto per la decorazione. L'ampio e luminoso spazio d'ingresso a sud presenta pavimenti policromatici, affreschi alle pareti e un lavorato soffitto a travi a vista. È sorprendente il gioco di luci filtrate dai colori delle vetrate. Il salone all'angolo nord-ovest della villa è un vero e proprio campionario di preziosismi decorativi dell'inizio del XX secolo ed è dominato dal camino, collocato in posizione centrale nella parete est. L'imponente scalone che collega il piano rialzato al primo piano è un vero esempio del carattere autoritario della villa, grazie alla preziosità dei diversi marmi e all'affresco.

### Esterni
L'esterno è caratterizzato da uno spazio verde di dimensioni molto ridotte, che fanno apparire la villa come un palazzo cittadino.

### Ferri battuti

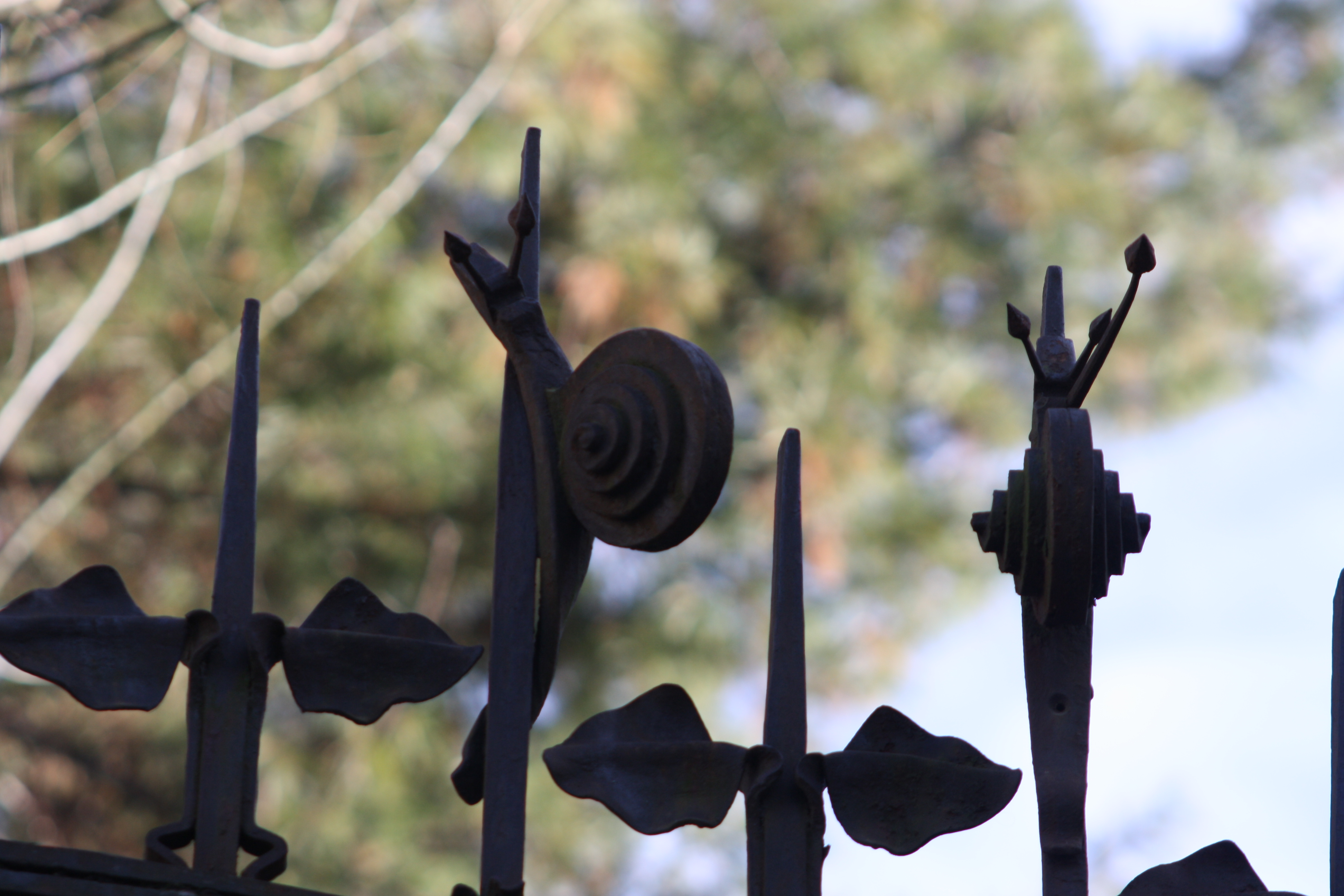
Ferri battuti raffiguranti delle chiocciole sul cancello orientale della villa

Risultano particolarmente interessanti gli splendidi ferri battuti di Alessandro Mazzucotelli: i lampioni a muro, sorretti da sostegni a forma di girasole, quelli laterali con un motivo a fiori di fucsia, il parapetto prospiciente all'ingresso e, soprattutto, i cancelli e le inferriate in cui gli elementi decorativi sono costituiti da foglie e frutti dell'ippocastano. Sorprendente è la somiglianza tra molti elementi di questa villa e i corrispondenti della Villa Ottolini-Tosi, entrambe progettate dall'architetto Camillo Crespi Balbi.